# Rosso ferrarese
Il Rosso ferrarese è una pigmentazione calda, tonalità più scura del rosso cardinale; il nome fa riferimento alla città di Ferrara dove insieme al rosso mattone delle case costituisce il colore dominante della città.
È chiamato rosso ferrarese o rosso Ferrara per la sua origine, esso infatti è il colore adottato fin dal medioevo per le tende dell’omonima città e per questo il Comune di Ferrara lo ha reso l’unica tonalità  concessa per i tendaggi del centro storico. 
Questo colore viene anche talora utilizzato per la colorazione dell’intonaco nelle case della provincia.